# Богданлия
Богданлия е село в Западна България. То се намира в Община Елин Пелин, Софийска област. То е под южните възвишения на Ихтиманската средна гора.

## География
Село Богданлия се намира на 9 километра от общинския център град Елин Пелин. В близост е до селата Караполци и Доганово.

## История
Първите заселници били двама братя българи с имена Богдан и Илия от Самоковско. В дома им дошли трима турци, за да преспят. Те ги нахранили и напоили, но за „благодарност“ турците понечили да се изгаврят със сестра им. Тогава двамата братя се разгневили, убили турците и ги заровили в двора на къщата си. След това натоварили своята покъщнина и с целия си род тръгнали да си търсят друго място за живеене. Вървейки по течението на река Габра пристигнали в този район и видели изоставен кладенец, пили вода от него, а тя била бистра и студена. Огледали се наоколо и установили, че мястото е много хубаво. Така Богдан и Илия решили да се заселят именно в това землище. Имало и земя, която обаче била собственост на турски чифликчия. Двамата братя се срещнали с него и поискали той да им позволи да обработват малка част от нея, за да се изхранват. Когато родът им се разраснал, те закупили дадената им земя, но започнали да изкупуват и друга. Единият от двамата братя с име Богдан бил хубав и снажен българин, който винаги защитавал местните българи от турските своеволия, викали му войводата. На по-късен етап хората от съседните села започнали да наричат жителите на малкото селце „Богданлиите“ и така се стигнало до днешното име Богданлия (обединено от Богдан и Илия).
При избухването на Балканската война един човек от Богданлия е доброволец в Македоно-одринското опълчение. 

## Религии
- Църква „Свети Харалампий“

## Обществени институции
- Народно читалище „Христо Ботев 1924“

## Личности
- Старши подофицер Сава Геров – от състава на „Желязната Софийска дивизия“. Загинал през Първата световна война в боевете срещу руснаци и румънци при Коман-Букурещ. Като картечар, макар и ранен, прикрива оттеглянето на другарите си и ликвидира над триста вражески войници.

## Други
В селото се намира едно от хранилищата на Народната библиотека „Св. св. Кирил и Методий“. 